# Келлеры
Келлер (нем. von Keller) — прусский и русский графский род.
Происходит от швейцарца Фридриха Генриха Келлера (1653—1732), бывшего полковником австрийской службы. Один из его внуков, Людвиг Христофор (нем. Christoph von Keller; 1757—1837), был прусским посланником в Санкт-Петербурге и Вене и получил графский титул в Пруссии.
Один из его сыновей Фёдор Фёдорович Келлер поселился в России и стал родоначальником русской ветви этого рода. Русский род Келлер был внесён в V часть родословной книги Витебской и Смоленской губерний.

## Известные представители
- Келлер, Людвиг Христофор (1757—1827)
  - Келлер, Фёдор Фёдорович (1791—1860)
  - Мария Фёдоровна (1792—1858)
    - Келлер, Эдуард Фёдорович (1817—1903)
      - Мария Эдуардовна (1846—1931)
      - Келлер, Фёдор Эдуардович (1850—1904)
        - Келлер, Александр Фёдорович (1883—1946)

    - Келлер, Артур Фёдорович (1827—1915)
      - Келлер, Фёдор Артурович (1857—1918)
        - Келлер, Павел Фёдорович (1883—1980)
        - Елизавета Фёдоровна (1885—1965)
        - Келлер, Александр Фёдорович (1887—1944)
        - Келлер, Борис Фёдорович (1896—1919)

      - Келлер, Артур Артурович (13.05.1867 – 05.07.1915, Кисловодск)[1][2]